# Bassin du choléra
Bassin du choléra (finnois : Kolera-allas, (suédois : Kolerabassängen) est un bassin du port du sud d'Helsinki en Finlande. 
le bassin est situé en face de la place du Marché d'Helsinki.

## Histoire
À l'automne 1893, le capitaine Johannes Michelsson venu au marché du hareng (fi) meurt du choléra dans son bateau,.
Par la suite, on apprend que les selles et les vomissements du malade ont été jetés dans le bassin. 
Par mesure de précaution, les bateaux de harengs sont éloignés du port et des gardes surveillent l'endroit pour éviter que des habitants utilisent de l'eau souillée.
L'événement est largement médiatisé et après avoir suivi les études sur la qualité de l'eau la presse commence à parler de l'endroit comme le bassin du choléra. 
Par exemple le journal Suomalainen écrit au sujet du bassin du choléra dans lequel on n'a pas trouvé de bactérie du choléra.
L'appellation Bassin du choléra passe ensuite dans le langage populaire et ce nom apparaît encore de nos jours dans les guides et les cartes,.